# پارک ملی جنگل بایرن
پارک ملی جنگل بایرن (به آلمانی: Nationalpark Bayerischer Wald) یک پارک ملی در منطقهٔ بایرن و در محدودهٔ مرز آلمان و جمهوری چک است. این پارک در ۷ اکتبر ۱۹۷۰ به عنوان نخستین پارک ملی آلمان افتتاح شد.